# Andy (film, 2019)
Pour les articles homonymes, voir Andy.
Pour plus de détails, voir Fiche technique et Distribution.
Andy est un film français réalisé par Julien Weill, sorti en 2019.
Avec seulement 26 543 entrées, le film est l'un des plus gros flop de l'année .

## Synopsis
Thomas parvient depuis toujours à mener sa vie sans faire beaucoup d'effort. Un jour, il se retrouve cependant à la rue. Il trouve refuge dans un foyer où il fait alors la rencontre de Margaux, qui sort d'une relation d’amour douloureuse. Pour gagner sa vie, Thomas pense avoir trouvé le « travail » parfait, escort boy. Il va ainsi embarquer Margaux dans un partenariat inattendu.

## Fiche technique
- Réalisation : Julien Weill
- Scénario : Julien Weill, Grégory Boutboul, Vincent Elbaz, avec la collaboration de Bernard Jeanjean
- Directeur de la photographie : Rémy Chevrin
- Montage : Franck Nakache
- Décors : Arnaud Chauvin
- Son : Sammy Nekib et Guillaume Valeix
- Musique : Julien Cohen
- Producteurs : Samuel Hadida, Victor Hadida, Laurent Hadida, Kev Adams et Elisa Soussan
- Sociétés de production : My Family et Davis Films, avec la participation de Canal+, en association avec la SOFICA A+ Images 8
- Distribution : Metropolitan Filmexport (France)
- Pays :  France
- Genre : comédie romantique
- Durée : 90 minutes
- Date de sortie :

 France : 4 septembre 2019

## Distribution
- Vincent Elbaz : Thomas
- Alice Taglioni : Margaux
- Jacques Weber : Serge
- Brigitte Roüan : Claire
- Philippe Cura : Philippe
- Nicolas Wanczycki : Marc
- Alysson Paradis : Mélanie
- Anne Caillon : Florence
- William Dechelette : Leo

## Box office
Le film sort le 4 septembre 2019 dans 129 salles. Il ne réalise que 2 336 entrées pour sa première journée, score très faible.
Seulement 15 327 entrées sont comptabilisées pour le premier week-end d'exploitation. Pour sa première semaine, le cumul est de 19 896 entrées, soit moins de 5 personnes par séance en moyenne (129 salles). Le film quitte les salles après moins de 6 semaines, avec seulement 26 543 entrées.

### Critiques
Le film reçoit globalement de bons retours, avec une note moyenne de 2,8 sur AlloCiné.
Télérama dit « Si les acteurs sont convaincants, on regrettera les maladresses et le manque de consistance de certaines scènes. ».
Le Parisien trouve malheureusement que « Andy est une comédie trop laborieuse ».